# Anaxita suprema
Anaxita suprema är en fjärilsart som beskrevs av Walker 1865. Anaxita suprema ingår i släktet Anaxita och familjen björnspinnare. Inga underarter finns listade i Catalogue of Life.